# イーストエンドの魔女たち
イーストエンドの魔女たち（イーストエンドのまじょたち、原題:Witches of East End）は、メリッサ・デ・ラ・クルスの小説「Witches of East End」を原作としたアメリカ合衆国のテレビドラマシリーズ。アメリカではライフタイム系列で2013年10月6日から12月15日までシーズン1を翌2014年7月5日から10月5日までシーズン2を放送した。
日本ではDlifeで2014年6月1日から8月3日までシーズン1を放送した。

## 概要
ニューヨーク・タイムズ紙掲載のベストセラー小説が原作。アメリカ合衆国ニューヨーク郊外にあるロングアイランドを舞台に、ある出来事をきっかけに魔力が目覚めたことで、これまで平穏な暮らしが一変し、その魔力と向き合う中で、魔力の持つ力が故に何者かに襲撃されたりするなど数奇な運命に翻弄される魔女とその家族を主軸においたファンタジードラマ。
2013年10月6日からアメリカではライフタイム系列で放送が始まり、放送期間中の同年11月22日にライフタイムはシーズン2を13話構成で継続すると発表。翌2014年7月5日からシーズン2を放送し、10月5日にシーズン2最終回を迎えた。
その後、同年11月4日にライフタイムは低視聴率を理由に打ち切ることを発表した。この発表により、一部のファンから反発を招く結果になった。(後述)

### 打ち切り発表と存続運動
2014年11月4日に、低視聴率となった「イーストエンドの魔女たち」を打ち切ることをライフタイムは発表した。 「イーストエンドの魔女たち」のアメリカでの視聴者数は、シーズン1の平均で167万人に対して、シーズン2では113万人に減少していた。この打ち切り発表により、「イーストエンドの魔女たち」の存続を求めるべく、動き出したファンが現れ、彼らはライフタイムの公式ツイッターへつぶやくよう人々に求め、たちまちツイッター上に広まっていった。さらに、オンラインストリーミング配信のネットフリックスに対して、「イーストエンドの魔女たち」を放送するように求める運動も展開した。一連の運動では、チャニング・テイタムや、ウィリアム・シャトナー、スヌーキ、サラ・ミシェル・ゲラー、シャナン・ドハーティー、ホリー・マリー・コームズらの著名人の賛同を得ており、2015年8月1日の時点で19万5千人以上の署名が集まっている。

## あらすじ
ジョアンナ・ボーシャンはイングリットとフレイヤの二人の娘とともにニューヨーク郊外ロングアイランドにあるイーストエンドで、ごく普通に暮らしていた。ある日フレイヤがダッシュ・ガーディナーと婚約することになり、突如として魔力が目覚めてしまう。実はジョアンナは永遠の命を持つ魔女で、二人の娘は幼いころに魔力を封印され、普通の人間として育てられたのであった。というのも、過去にジョアンナはイングリットとフレイヤを何度も妊娠し産んで、二人の娘に魔法を教えながら育てるものの、イングリットとフレイヤは何かしらの理由で夭逝してしまうというのを繰り返していたため、ジョアンナは二人の娘を普通の人間として育てて、今に至っていたのであった。この婚約をきっかけに、イングリットとフレイヤは魔力の封印が解かれ、一時期は戸惑いながらも魔女として生きることになる。

## 出演
以下は「配役 - 演者/吹き替え」の順で記載。
- ジョアンナ・ボーシャン - ジュリア・オーモンド/高島雅羅
- ウェンディ・ボーシャン - メッチェン・アミック/藤本喜久子
- フレイヤ・ボーシャン - ジェナ・ディーワン/白石涼子
- イングリッド・ボーシャン - レイチェル・ボストン/本名陽子
- キリアン・ガーディナー - ダニエル・ディトマソ
- ダッシュ・ガーディナー - エリック・ウィンター

## エピソード

### シーズン1
- アメリカ合衆国:2013年10月6日 - 12月15日(毎週日曜日 22:00 - (東部標準時))
- 日本:2014年6月1日 - 8月3日(毎週日曜 23:00 - 24:00 (JST))

|        | タイトル（邦題）   | 原題                    | 監督                 | 脚本(第1話のみ除く)                        |
| ------ | ------------------ | ----------------------- | -------------------- | ------------------------------------------ |
| 第1話  | ボーシャン家の秘密 | Pilot                   | マーク・ウォーターズ | Teleplay by:マギー・フレイドマン           |
| 第2話  | 戦いの始まり       | Marilyn Fenwick, R.I.P. | ジョナサン・カプラン | マギー・フレイドマン                       |
| 第3話  | 家族の試練         | Today I Am a Witch      | アラン・アークッシュ | ジョシュ・レイムス                         |
| 第4話  | 呪文の代償         | A Few Good Talismen     | フレッド・ガーバー   | テューリ・メイヤー アル・セプティエン      |
| 第5話  | 恋人たちの残像     | Electric Avenue         | ポール・ホラハン     | ロン・ミルバウアー テリ・ヒューズ=バートン |
| 第6話  | 前世の真実         | Potentia Noctis         | ジョン・スコット     | マギー・フレイドマン                       |
| 第7話  | 死者の復活         | Unburied                | デイビッド・ソロモン | ジョシュ・レイムス                         |
| 第8話  | 蛇の毒             | Snake Eyes              | ピーター・レトー     | アル・セプティエン テューリ・メイヤー      |
| 第9話  | 結婚式の前夜       | A Parching Imbued       | パトリック・ノリス   | ジョシュ・レイムス                         |
| 第10話 | 扉の向こう         | Oh, What a World!       | ジョン・スコット     | マギー・フレイドマン                       |

### シーズン2
- アメリカ合衆国:2014年7月6日 - 10月5日(毎週日曜日 22:00 - (東部標準時))[13]

|        | タイトル（邦題） | 原題                               | 監督                 | 脚本(第8話のみ除く)                                                               |
| ------ | ---------------- | ---------------------------------- | -------------------- | --------------------------------------------------------------------------------- |
| 第1話  |                  | A Moveable Beast                   | アラン・アークッシュ | マギー・フレイドマン                                                              |
| 第2話  |                  | The Son Also Rises                 | パトリック・ノリス   | リチャード・ヘステム                                                              |
| 第3話  |                  | The Old Man and the Key            | マイケル・ナンキン   | テューリ・メイヤー アル・セプティエン                                             |
| 第4話  |                  | The Brothers Grimoire              | ロン・アンダーウッド | シェリー・ミールズ ダリン・ゴールドバーグ                                         |
| 第5話  |                  | Boogie Knights                     | デビー・アレン       | デブラ・J・フィッシャー                                                           |
| 第6話  |                  | When a Mandragora Loves a Woman    | ジョー・ダンテ       | アケラ・クーパー                                                                  |
| 第7話  |                  | Art of Darkness                    | パトリック・ノリス   | ヨロンダ・E・ローレンス                                                           |
| 第8話  |                  | Sex, Lies, and Birthday Cake       | ガイ・ノーラン・ビー | Teleplay by: マギー・フレイドマン リチャード・ヘステム Story by: サラ・タークオフ |
| 第9話  |                  | Smells Like King Spirit            | ティム・アンドリュー | テューリ・メイヤー アル・セプティエン                                             |
| 第10話 |                  | The Fall of the House of Beauchamp | ミック・ギャリス     | ダリン・ゴールドバーグ シェリー・ミールズ                                         |
| 第11話 |                  | Poe Way Out                        | ジョー・ダンテ       | デブラ・J・フィッシャー                                                           |
| 第12話 |                  | Box to the Future                  | アンディ・ウォーク   | リチャード・ヘステム                                                              |
| 第13話 |                  | For Whom the Spell Tolls           | アラン・アークッシュ | マギー・フレイドマン                                                              |